# Subdivisões do Níger

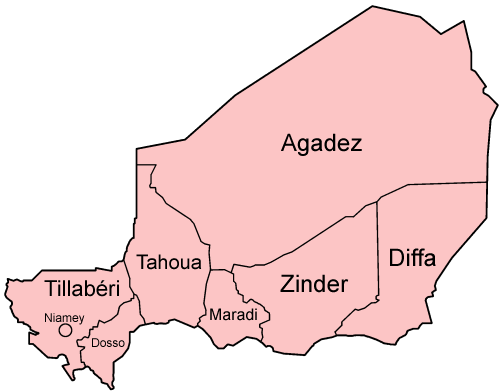
Regiões do Níger

Níger é dividido em 7 regiões (em francês: régions; singular – régio), 36 departamentos (em francês: departements; singular - department) e o distrito da capital do país, Niamey.
de nordeste para sueste
- Agadez região

Departamentos (entre aspas: sede do departamento, capital da região: Agadèz):
- Arlit (Arlit)
- Bilma (Bilma)
- Tchirozerine (Tchirozerine)
- Iférouane
- Aderbissanat
- Ingall

- Diffa região

Departamentos (entre aspas: sede do departamento, negrito: capital da região):
- Diffa (Diffa)
- Maine-soroa (Mainé-soroa)
- N'guigmi (N'guigmi)

- Zinder região

Departamentos (entre aspas: sede do departamento, negrito: capital da região):
- Belbedji
- Damagaram Takaya
- Dungass
- Goure (Goure)
- Kantche
- Magaria
- Mirriah (Mirriah)
- Takeita
- Tanout (Tanout)
- Tesker
- Ville de Zinder (Zinder)

- Maradi região

Departamentos (entre aspas: sede do departamento, capital da região: Maradi):
- Aguie (Aguie)
- Dakoro (Dakoro)
- Groumdji (Groumdji)
- Madarounfa (Madarounfa)
- Mayahi (Mayahi)
- Tessaoua (Tessaoua)

- Tahoua região

Departamentos (entre aspas: sede do departamento, negrito: capital da região):
- Abalak (Abalak)
- Bkonni (Bkonni)
- Bouza (Bouza)
- Illela (Illela)
- Keita (Keita)
- Madoua (Madoua)
- Tahoua (Tahoua)
- Tchin-Tabaraden (Tchin-Tabaraden)

- Dosso região

Departamentos (entre aspas: sede do departamento, negrito: capital da região):
- Boboye (departamento) (Boboye)
- Dioundiou
- Dogondoutchi (departamento) (Dogondoutchi)
- Dosso (departamento) (departamento e comuna urbana) (Dosso)
- Falmey
- Gaya (departamento) (Gaya)
- Loga (departamento) (Loga)
- Tibiri

- Tillabéri região

Departamentos (entre aspas: sede do departamento, negrito: capital da região):
- Filingue (Filingue)
- Kollo (Kollo)
- Ouallam (Ouallam)
- Say (Say)
- Téra (Téra)
- Tillabéri (Tillabéri)